# Scars (Stan van Samang)
Scars è un brano dell'attore e cantante belga Stan van Samang del 2007.
Ha avuto enorme successo nel suo Paese, tanto da rimanere al primo posto in classifica per cinque settimane e guadagnarsi il disco d'oro.

## Cover
In Italia i The Fire hanno proposto una loro versione del brano. Incluso nel secondo album della band Abracadabra è stato scelto come singolo per il videoclip, girato a Milano e pubblicato il 22 giugno 2010.
L'EP Madama Butterfly contiene invece la versione acustica del brano.